# Kup Srbije u vaterpolu 2014./15.
Ovo je deveto izdanje Kupa Srbije u vaterpolu. Branitelj naslova bila je beogradska Crvena zvezda. Ždrijeb parova održan je 3. prosinca 2014. godine. Svoj prvi naslov pobjednika kupa u povijesti osvojio je kragujevački Radnički.

## Završni turnir
Završni turnir će se održati u Bečeju 21. i 22. prosinca 2014.

### Poluzavršnica
- Partizan Beograd - Vojvodina 15:7 (3:2,4:1,3:3,5:1)
- Crvena zvezda - Radnički Kragujevac 6:10 (3:1,0:2,1:4,2:3)

### Završnica
- Partizan Beograd - Radnički Kragujevac 4:5 (0:1,1:2,2:2,1:0)